# Enoplognatha maricopa
Enoplognatha maricopa är en spindelart som beskrevs av Levi 1962. Enoplognatha maricopa ingår i släktet Enoplognatha och familjen klotspindlar. Inga underarter finns listade i Catalogue of Life.